# الرطبة

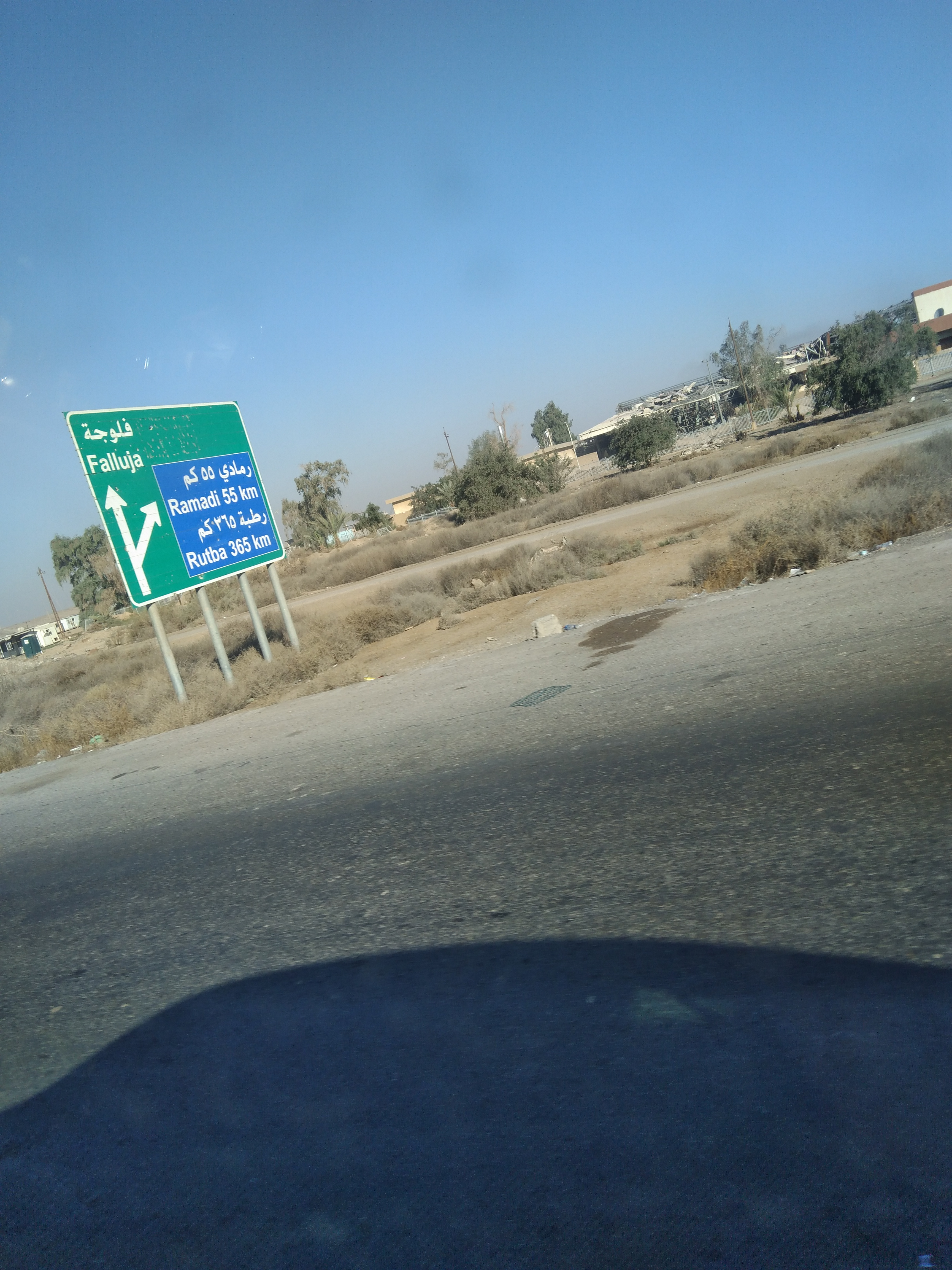
لوحة إرشادية عند مدخل مدينة الفلوجة مع توجيه إلى الرمادي والرطبة.

الرطبة هي مدينة عراقية تقع جنوب غرب و غرب العراق ضمن محافظة الأنبار الإدارية، يبلغ عدد سكان المدينة نحو 41 ألف نسمة ترتفع 645م عن سطح البحر، وهي مركز قضاء الرطبة، وتتبع لها إداريا ناحيتين هما الوليد والنخيب التي تعد حلقة وصل بين الأنبار والمملكة العربية السعودية. وهاجر كثير من سكانها لمدينة عرعر السعودية وتمتاز المدينة بالمناخ المعتدل صيفا مع أمطار خفيفة، ويعود اعتدال جوها إلى وقوعها في منطقة مرتفعة ويعرضها للرياح الشمالية مما كان له سبباً في تلطيف مناخها في فصل الصيف. وكذلك يمر بها واديان هما حوران والمساد. وتوجد بأرضها معادن مثل الحديد والألمنيوم والزركون والزجاج والكاؤلين والبنتونايت. تبعد عن مركز المحافظة 310 كم وهي أقرب مدينة لها وعن مدينة القائم 320 كم، وتحد الرطبة ثلاث دول هي المملكة العربية السعودية والمملكة الأردنية الهاشمية والجمهورية العربية السورية. وكانت الرطبة هي المركز الحدودي العراقي لمن يسافر إلى الأردن وسورية.، قبل إنشاء مركز حدود الكرامة في طريبيل، ذُكر في كتاب (جغرافية العراق والبلاد العربية) المطبوع سنة 1947م أن الرطبة "أول قرية عراقية كان نشوءها نتيجة للعثور على عدد من الآبار العذبة.

## أحياء مدينة الرطبة
| اسم الحي       | مساحته | سكانه |
| العسكري        |        |       |
| الانتصار       |        |       |
| عذاري          |        |       |
| الميثاق القديم |        |       |
| الميثاق الجديد |        |       |
| الحي الصناعي   |        |       |
| المطار القديم  |        |       |
| المطار الجديد  |        |       |
| الحارة القديمة |        |       |
| الحارة الجديدة |        |       |
| الوادي         |        |       |
| الكرابلة       |        |       |

## الوضع بعد 2014
تعاني الرطبة من إنقطاع الكهرباء والماء ووضع صحي مهمل من قبل الحكومة بعد سيطرة تنظيم الدولة الإسلامية (داعش)￼￼ عليها لسنوات فضلاً عن إرتفاع درجات الحرارة في فصل الصيف أصبحت شبه مهجورة الآن وتعاني الرطبة أيضا من الهجمات التي شنها خلايا داعش في صحرائها بسبب كبر المساحة الجغرافية لمدينة الرطبة.

## الثميلة
الثميلا أو الثميله هي عدة جلبان (آبار) تقع على الحدود العراقية السورية غربي منطقة الرطبة التابعة لمحافظة الأنبار العراقية معظم سكّانها هم من بدو عنزة وهم الدغيم من الحبلان من الجبل من العمارات من ضنى بشر من عنزة تعتبر من منطقة الثميلا منطقة استراجية وخصبة وذات سهل مرتفع وواسع.

## وصلات خارجية
- موقع الرطبة
- منتديات الرطبة الغربية